# Ратко Чолић
Ратко Чолић (Уб, 17. март 1918 — Београд, 30. октобар 1999) био је југословенски и српски фудбалер и фудбалски репрезентативац. Играо је у одбрани на позицији бека.
Каријеру је почео у Јединству из Уба, затим је играо у београдским клубовима Душановац и СК Митић, а после Другог светског рата, као официр, приступио је београдском Партизану у коме је освојио четири титуле: 1947. и 1949. првенство Југославије, а 1947. и 1952. и куп. У дресу „црно-белих“ играо је до 1956 — укупно на 329 утакмица.
Уз шест сусрета за репрезентацију Београда, одиграо је и 14 утакмица за најбољу селекцију Југославије. Дебитовао је 19. јуна 1949. на пријатељској утакмици против Норвешке (3:1) у Ослу, а од дреса с државним грбом опростио се 2. септембра 1951. у сусрету против Шведске (2:1) у Београду.
По завршетку каријере радио је као тренер.